# یک دختر، یک مرد و یک ملوان
یک دختر، یک مرد و یک ملوان (انگلیسی: A Girl, a Guy and a Gob) یک فیلم کمدی آمریکایی به کارگردانی اوتیس ترنر است که در سال ۱۹۴۱ منتشر شد.

## بازیگران
- جرج مورفی
- لوسیل بال
- ادموند اوبرایان
- هنری تراورز
- فرانکلین پاننگبورن
- جرج کلیولند
- کتلین هاوارد
- مارگریت چپمن
- لوید کوریگان
- نلا واکر
- جرج چندلر
- دودلز ویور
- باد آزبورن
- فرانک مک‌گلین
- جیمز بوش
- بلو واشینگتن